# 지방도 제807호선
지방도 제807호선은 전라남도 해남군 삼산면 평활리에서 대흥사를 잇던 전라남도의 지방도이다.
1995년 12월 8일 전라남도 지방도 노선 개편 때 폐지되었다. 2003년까지 폐지된 구간은 지방도 제806호선에 속했다.

## 연혁
- 1985년 12월 23일 : 기점을 '해남군 삼산면 평활리', 종점을 '해남군 삼산면 대흥사'로 명시하고 도로개량이 완료된 해남군 삼산면 평활리 ~ 대흥사 5.0km 구간 도로예정지 해제[1]
- 1995년 12월 8일 : 지방도 폐지[2]

## 주요 경유지
- 해남군
  - 삼산면 삼산면신기리 교차로 - 해남삼산우체국 - 삼산초등학교 - 중리 - 구림리 - 대흥사